# زنباء مفتوحة
زنباء مفتوحة (الاسم العلمي: Pangonius apertus) هو نوع من الحشرات يتبع جنس الزنباء من الفصيلة النعرية.